# Longues-sur-Mer
Longues-sur-Mer er en kommune i departementet Calvados i regionen Basse-Normandie i det nordvestlige Frankrig.

## Geografi
Kommunen ligger ved Den engelske kanal med 65 meter høje skrænter ned til kysten. Longues-sur-Mer ligger i Bessin området, 6,5 km fra Bayeux.

## Histoire
Som led i den tyske Atlantvold byggedes et kanonbatteri i Longues-sur-Mer. Det kunne beskyde en del af invasionskysten på D-dag 6. juni 1944, og det blev kraftigt bombarderet inden landgangen. Efter hårde kampe overgav de tyske tropper i batteriet sig om morgenen den 7. juni 1944.
- Den ødelagte kirke i Marigny
- 152mm kanoner i Longues-sur-Mer batteriet

## Seværdigheder
- De tyske kanonbatterier i Atlantvolden
- Klosteret Sainte-Marie de Longues, grundlagt i 1168 med kirke fra 13. århundrede.
- Sognekirken Saint-Laurent, omtalt i 12. århundrede, genopbygget i 17. århundrede efter sammenlægning af de tre sogne Longues, Marigny og Fontenailles.
- Saint-Laurent kirken i Marigny, 12.-13. århundrede
- Saint-Pierre kirken i Fontenailles 12. århundrede, ødelagt under bombardementerne i 1944, fortsat ruin.

## Eksterne kilder
- Longues-sur-Mer på l'Institut géographique national Arkiveret 12. marts 2007 hos  Wayback Machine

- Wikimedia Commons har flere filer relateret til Longues-sur-Mer